# Ankunftsnachweis

Ankunftsnachweis (Bescheinigung über die Meldung als Asylsuchender)

Ein Ankunftsnachweis (Bescheinigung über die Meldung als Asylsuchender) ist ein Aufenthaltsdokument, das einem Ausländer in Deutschland gemäß § 63a des Asylgesetzes (AsylG) ausgestellt wird, wenn er um Asyl nachgesucht hat und erkennungsdienstlich behandelt worden ist, aber noch keinen Asylantrag gestellt hat. Der Ankunftsnachweis löste den formlosen und von Bundesland zu Bundesland unterschiedlich ausgestalteten Vorläufer ab, der lediglich als Bescheinigung über die Meldung als Asylsuchender (BüMA) bezeichnet wurde.
§ 63a AsylG wurde Ende 2015 durch das Asylverfahrensbeschleunigungsgesetz eingeführt. Die am 5. Februar 2016 erfolgte Ergänzung dieses Paragraphen durch das Datenaustauschverbesserungsgesetz führte die Bezeichnung Ankunftsnachweis erstmals im AsylG ein und konkretisierte die im Dokument enthaltenen Daten. Am Tag danach trat die Ankunftsnachweisverordnung – AKNV mit technischen Vorgaben und Dokumentmustern in Kraft. Dieses fälschungssichere Dokument ersetzt seit 28. Januar 2016 (dem Beginn der vorangestellten Pilotphase) die vorherige Bescheinigung über die Meldung als Asylsuchender (BüMA). Die Geltungsdauer wurde von einer Woche auf zuerst einen Monat und seit dem 5. Februar 2016 auf maximal sechs Monate bei Ausstellung erweitert. Anschließend sind Verlängerungen von bis zu drei Monaten möglich.
Das Dokument ist ähnlich aufgebaut wie die Aufenthaltsgestattung. Auf dem Papier sind aufgedruckt Namen, Geburtsdatum, Geburtsort, Staatsangehörigkeit, Geschlecht, Größe, Augenfarbe und ein Foto. Als entscheidende Änderung gegenüber der BüMA sind in einer zentralen Datenbank auch Fingerabdrücke, Herkunftsland, Kontaktdaten, Gesundheitsinformationen wie Impfungen sowie Angaben über Ausbildung und Qualifikationen abrufbar. Vor Ausstellung eines Ankunftnachweises werden über das Fast-Identification-System (Fast-ID) die Fingerabdrücke beider Zeigefinger eingelesen und innerhalb weniger Minuten mit bereits gespeicherten Abdrücken verglichen. Doppelregistrierungen werden hierdurch erkannt und es wird sichergestellt, dass jede Person nur einmal erfasst wird.
Der Ankunftsnachweis wird von den zuständigen Aufnahmeeinrichtungen und den zuständigen Außenstellen des Bundesamtes für Migration und Flüchtlinge unverzüglich nach der erkennungsdienstlichen Behandlung ausgestellt. Die erfolgte Registrierung und die Vorlage des Ankunftsnachweises sollen grundsätzlich Voraussetzung für die Gewährung von Leistungen und die Stellung eines Asylantrages sein.
In der Phase der Prüfung ihres Erstantrags erhalten Asylbewerber dann eine Bescheinigung über die Aufenthaltsgestattung.
Der Ankunftsnachweis ist nicht mit der Anlaufbescheinigung zu verwechseln. Diese wird von der Bundespolizei als Dokument ausgestellt, wonach sich die angetroffene Person innerhalb weniger Tage bei einer im Dokument genannten zuständigen Aufnahmeeinrichtung/Ausländerbehörde zu melden hat.